# Josip Blajić
Josip Blajić (Signo, 14 gennaio 1987) è un ex cestista croato.
Alto 187 cm, giocava come guardia.